# Donnazac
Donnazac é uma comuna francesa na região administrativa de Occitânia, no departamento de Tarn. Estende-se por uma área de 4,74 km². Em 2010 a comuna tinha 78 habitantes (densidade: 16,5 hab./km²).